# Museu del Transport de Barcelona
El Museu del Transport de Barcelona és un projecte museístic en el qual es pretén exposar el material històric preservat per la fundació TMB. Aquest projecte va sortir a la llum als anys 60 per part de l'alcalde de Barcelona, Josep Porcioles.
La ubicació del museu mai s'ha acabat de determinar a causa del nombre de llocs on aquest museu es podria dur a terme. Les ubicacions proposades han sigut l'Estació del Nord, diverses cotxeres i dependències de TMB o El Born. Tot i això cada cop s'ha anat determinant que la millor ubicació del museu seria el Palau de Comunicacions i Transport de la Fira de Barcelona. Aquest lloc és idoni a causa de la cèntrica situació i proximitat a altres centres culturals.

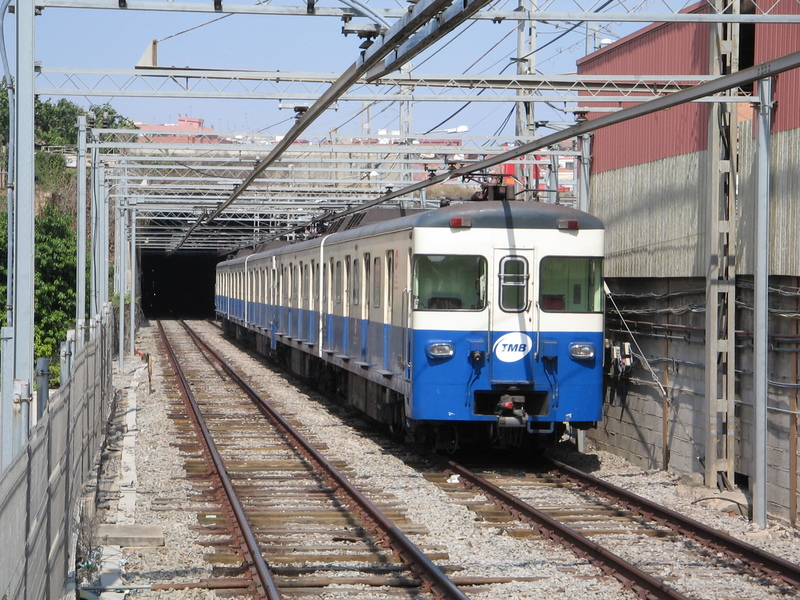
Tren de la sèrie 1000 del metro de Barcelona

La fundació TMB conserva diversos vehicles entre els quals hi ha antics vagons de metro, trolebusos, busos, tramvies jardinera o l'antic funicular de Montjuïc.